# Neoterebra brandi
Neoterebra brandi é uma espécie de gastrópode do gênero Neoterebra, pertencente a família Terebridae.